# Taylor Kinney
Pour les articles homonymes, voir Kinney.
Taylor Kinney est un acteur et mannequin américain, né le 15 juillet 1981 à Lancaster (Pennsylvanie).
Il se fait connaître grâce aux rôles de Glenn Morrison dans la série Trauma, de Mason Lockwood dans la série Vampire Diaries et de Kelly Severide dans Chicago Fire.

## Biographie

### Jeunesse et formations
Taylor Kinney naît le 15 juillet 1981 à Lancaster, en Pennsylvanie. Il est élevé à Neffsville, avec ses trois frères, par sa mère célibataire Pamela (née Heisler), une hygiéniste dentaire.
Il rentre à la Lancaster Mennonite School, où il est diplômé en 2000, puis fréquente l'Université de Virginie-Occidentale de Morgantown (Virginie-Occidentale).

### Carrière
Taylor Kinney débute à la télévision avec le rôle de Luke Gianni dans la série télévisée Fashion House. En 2007 il fait ses premiers pas au cinéma dans White Air d'U. Wolfgang Wagenknecht.
Entre 2009 et 2010, il joue dans la série Trauma. Entre 2010 et 2011, il incarne Mason Lockwood dans Vampire Diaries à partir de la deuxième saison.
En 2011, il apparaît dans un vidéo-clip de Lady Gaga pour la chanson You and I.
En 2012, il est l'invité vedette de Shameless. 
Depuis octobre 2012, il incarne le Lieutenant Kelly Severide dans la série Chicago Fire, créée par Michael Brandt et Derek Haas et diffusée le 10 octobre 2012 sur le réseau NBC.
Depuis  2014, il fait occasionnellement des apparitions dans la série dérivée centrée sur l'équipe de police, Chicago Police Department et depuis  2015, dans la deuxième série dérivée Chicago Med, centrée sur l'urgences de Chicago.

### Vie privée
En 2011, Taylor Kinney est en couple avec la chanteuse Lady Gaga. Ils se sont rencontrés sur le tournage du clip de Yoü and I. En 2015, ils se sont fiancés à la Saint-Valentin, avant de se séparer en juillet 2016.Il est marié depuis le 30 avril 2024 avec Ashley Cruger.

## Filmographie

### Cinéma

#### Longs métrages
- 2007 : White Air d'U. Wolfgang Wagenknecht : Frank
- 2008 : Furnace de William Butler : Bill Jamison
- 2010 : Scorpio Men on Prozac de Rand Marsh : le petit ami de May
- 2012 : Least Among Saints de Martin Papazian : Jessie
- 2013 : Zero Dark Thirty de Kathryn Bigelow : Jared
- 2014 : Triple alliance (The Other Woman) de Nick Cassavetes : Phil
- 2014 : Rock the Kasbah de Barry Levinson : Soldat Barnes
- 2015 : Food de Daryl Wein : Eddie
- 2016 : The Forest de Jason Zada : Aiden
- 2018 : Here and Now de Fabien Constant : Jordan

#### Court métrage
- 2011 : Prodigal de Benjamin Grayson : Brad Searcy

### Télévision

#### Téléfilms
- 2011 : A Mann's World de Michael Patrick King : France
- 2011 : Un combat, cinq destins (Five) de Jennifer Aniston, Patty Jenkins, Alicia Keys, Demi Moore et Penelope Spheeris : Tommy

#### Séries télévisées
- 2006 : Fashion House : Luke Gianni (35 épisodes)
- 2007 : What About Brian : Jared (saison 2, épisode 18 : What About Secret Lovers...)
- 2008 : Bones : Jimmy Fields (saison 3, épisode 11 : Player Under Pressure)
- 2009-2010 : Trauma : Glenn Morrisson (19 épisodes)
- 2010-2011 : Vampire Diaries : Mason Lockwood (10 épisodes)
- 2011 : Les Experts : Manhattan (CSI:NY) : Jayson Luke (saison 7, épisode 18 : Identity Crisis)
- 2011 : Rizzoli and Isles : Jesse Wade (saison 2, épisode 5 : Don't Hate the Player)
- 2012 : Dating Rules from My Future Self : Dave (8 épisodes)
- 2012 : Shameless : Craig Heisner (2 épisodes)
- 2012 : Castle : Darren Thomas (saison 4, épisode 17 : Once Upon a Crime)
- 2012 : Breakout Kings : Perry (saison 2, épisode 8 : SEALd Fate)
- depuis 2012 : Chicago Fire : le lieutenant Kelly Severide (179 épisodes)
- 2014-2020 : Chicago Police Department : le lieutenant Kelly Severide (11 épisodes)
- 2015-2020 : Chicago Med : le lieutenant Kelly Severide (9 épisodes)
- 2017 : Chicago Justice : le lieutenant Kelly Severide (saison 1, épisode 1 : Fake)

## Distinction
- People's Choice Awards 2016 : meilleur acteur dans une série télévisée[11].

## Voix francophones
En France, Taylor Kinney est régulièrement doublé par Thomas Roditi depuis la série Vampire Diaries en 2010.
En France
| - Thomas Roditi dans : - Vampire Diaries (série télévisée) - Un combat, cinq destins (téléfilm) - Chicago Fire (série télévisée) - Chicago Police Department (série télévisée) - Chicago Med (série télévisée) - The Forest - Chicago Justice (série télévisée) - Damien Ferrette dans (les séries télévisées) - Trauma - Castle | et aussi - Philippe Bozo dans Zero Dark Thirty - Pierre Tessier dans Triple Alliance - Raphaël Cohen dans Rock the Kasbah |